# Criolls afroportuguesos
Els criolls afroportuguesos són les llengües criolles parlades al continent africà, que van tenir una substancial influència del portuguès en la gramàtica o lèxic. Els criolls portuguesos d'Àfrica són classificats en dos grups: Els criolls de l'Alta Guinea, que es divideix en dues llengües criolles, el crioll capverdià (que és a llengua nacional de Cap Verd) i el crioll de Guinea-Bissau (que és la llengua nacional de la Guinea Bissau i Casamance, al Senegal, i també parlada a Gàmbia); i els criolls del Golf de Guinea, que són formats per quatre criolls diferents, são-tomense (parlat a l'illa de São Tomé), o angolar (també parlat a São Tomé), o principense (parlat a l'illa de Príncipe i el Fá d'Ambô (parlat a l'illa d'Annobón, a Guinea Equatorial). Es van originar a les antigues colònies africanes de Portugal.

## Història
Amb l'expansió ultramarina de Portugal a finals del segle xv, el portuguès es va disseminar pel continent africà. Durant els segles XVI, XVII i xviii el portuguès esdevingué la lingua franca de les costes d'Àfrica.
En el transcurs dels segles XV i XVI al llarg de la costa del Senegal, Gàmbia i de Guinea l'arribada de molts comerciants oriünds de Portugal i de mestiços van contribuir-hi a la difusió del portuguès. Actualment el portuguès és la llengua oficial de Cap Verd i de Guinea Bissau.
Al Golf de Guinea el portuguès també va florir principalment en les illes de São Tomé, Príncipe i Annobón, i actualment el portuguès és actualment la llengua oficial de São Tomé i Príncipe i de Guinea Equatorial. També al golf de Guinea al llarg de la costa de Ghana (antiga Costa d'Or) sorgí una espècie de portuguès que fou parlat per comerciants natius als seus negocis amb els europeus (holandesos, anglesos, francesos, danesos, suecs, etc.) durant els segles XVI, XVII i XVIII fins i tot molts anys després de la retirada dels portuguesos de la Costa d'Or. En aquesta àrea, Portugal també va posseir fins a l'any de 1961 un fort denominat São João Baptista de Ajudá, localitzat al Dahomey francès, actual Benín, On el portuguès va ser usat durant els últims segles per una comunitat de descendents mestissos de portuguesos. El portuguès també va ser usat al Regne de Dahomey com a idioma per a les relacions externes amb els altres europeus.
Durant el segle xvi al Regne del Congo moltes persones de la classe dominant parlaven portuguès. Aquesta llengua també va ser usada per a la difusió del cristianisme a Àfrica. El testimoniatge d'un viatger europeu en 1610 prova que a Soyo tots els nens van aprendre el portuguès. Al Regne del Congo també hi ha proves de l'existència d'escoles portugueses administrades per missioners en el transcurs dels segles xvii i xviii. Durant els segles XVI, XVII i XVIII la influència i l'ús del portuguès com llengua de comerç disminuí al llarg de la costa del Congo i d'Angola, de Loango a Benguela.
Després de diversos segles de colonització portuguesa, l'Àfrica Austral va ser la regió del continent on la llengua portuguesa va florir més, i actualment és oficial a Angola i Moçambic. I també té una forta presència a Sud-àfrica, on és parlada per persones d'ascendència portuguesa i pels immigrants angolenys, moçambiquenys i brasilers.
Durant els segles xvii i xviii, el portuguès també va ser usat com a lingua franca en la costa oriental d'Àfrica. Això va ocórrer a causa de dominació portuguesa en aquesta regió fins al final del segle xviii. A Zanzíbar, actual Tanzània, que va estar sota el control dels portuguesos fins a 1698 quan van ser expulsats pel soldà d'Oman, encara avui el portuguès és parlat en una comunitat de Zanzíbar. I a Mombasa, a Kenya, que també va romandre sota la tutela de Portugal fins a 1698 i un breu intent de recuperació entre 1728 i 1729. Hi ha evidències subministrades per un tinent anglès que em 1831 va sentir un home de Mombasa parlar portuguès. El conctate entre portuguesos i africans també influencià la llengua local, el suahili, que actualment és parlat al llarg de tota la costa oriental d'Àfrica. Hi ha més de 120 paraules originàries del portuguès incorporades al suahili.
No obstant això, l'impacte lingüístic portuguès no es va limitar a això. En condicions històriques molt específiques (gairebé sempre associades a l'esclavatge o al model de producció tipus plantació o les fortaleses) van formar llengües que van venir a ser conegudes com a criolls de base portuguesa. Aquests criolls posseeixen el lèxic majoritàriament portuguès, encara que haja influències africanes en la fonologia i en la morfosintaxi.
Això va ocórrer a partir del contacte entre parlants de portuguès i de llengües diferents que, per raons d'ordre social, van tenir necessitat urgent de comunicar-se entre si, generalment, una forma de llenguatge vehicular, utilitzada en situacions restringides de comunicació, que rep el nom de pidgin. El pidgin correspon a les primeres fases de l'adquisició espontània de la llengua del grup socialment dominant pels parlants d'altres llengües, en aquest cas el portuguès. Inicialment, el grup dominant busca adequar i simplificar la seva llengua per a fer-se entendre, acaba per haver d'aprendre el pidgin, un cop format aquest.
El pidgin és un llenguatge subsidiari, de recurs, amb un lèxic i morfologia reduïts i, per tant, no pot funcionar com a llengua materna. La llengua dominant, també anomenada llengua-base, contribueix essencialment amb el lèxic per a la seva formació. Així, d'un pidgin el lèxic del qual deriva del portuguès, que és un pidgin de base portuguesa.
Va ser la necessitat urgent de comprensió mútua entre europeus i africans, que va formar les primeres condicions d'emergència de pidgins de base portuguesa, en els segles XV i XVI. Aquests, en alguns casos, per un procés de complexificació estructural i expansió lèxica, van donar lloc als criolls africans de base portuguesa. Actualment existeixen dues famílies de llengües criolles de base portuguesa parlades a l'Alta Guinea i al golf de Guinea.
El portuguès també va influenciar diverses llengües del continent africà. Moltes paraules del portuguès van ser incorporades permanentment en diverses llengües africanes com el suahili i l'afrikaans.

## Criolls de l'Alta Guinea
Els criolls portuguesos de l'Alta Guinea actualment engloben dues llengües criolles, el crioll capverdià (varietats de Barlavento i de Sotavento), el crioll de Guinea Bissau i de Casamança. Són les llengües criolles de base portuguesa més antigues i que mantenen gran vitalitat, malgrat de no ser llengües oficials, encara que són llengua nacionals. Cal destacar que els criolls parlats a Cap Verd i a Guinea-Bissau i Casamance són dues llengües distintes i no dues varietats de la mateixa llengua.
El kriolu o kauberdianu com és conegut localment és la llengua materna de tots els capverdians nascut a l'arxipèlag i també de la majoria dels capverdians que emigraren a altres països. Aquest crioll es va originar inicialment s Santiago i a Fogo, les primeres illes poblades i colonitzades amb europeus i esclaus vinguts de la costa occidental d'Àfrica.
El kriol en el seu nom regional és la língua franca de Guinea Bissau, va sorgir en la regió dels rius de Guinea, del riu Senegal a la Sierra Leone, en l'inici del segle xvi, en particular en les "praças" que servien com a posicions comercials als portuguesos, tals com Cacheu, Ziguinchor, Geba i Farim. Aquesta va ser la primera llengua criolla que va sorgir del contacte entre pobles europeus i africans.
A Ziguinchor, localitzada a l'actual regió senegalesa de Casamance, que després de l'establiment de fronteres amb el govern francès en 1886 va deixar de ser domini portuguès, es parla una varietat del crioll de Cacheu, amb influència del crioll de Bissau (ambdós varietats del crioll de Guinea Bissau), però amb característiques gramaticals i lèxiques pròpies.

## Criolls del Golf de Guinea
Actualment els criolls portugueses del Golf de Guinea engloben quatre llengües criolles distintes, el são-tomense, l'angolar, el principense i el Fá d'Ambô. Es creu que tots els criolls del Golf de Guinea van ser probablement originats a partir del forro de São Tomé.
El forro com és conegut localment és la llengua materna de la majoria dels habitants de São Tomé i Príncipe, principalment de la població de l'illa de São Tomé. Aquest crioll es va estabilitzar a la fi del segle xvii, quan va disminuir el fluix d'esclaus, havent aconseguit una forma molt propera de l'actual. Durant el primer segle els esclaus eren duts principalment de Benín on es parlaven les llengües kwa. Posteriorment va rebre influències del kikongo parlat pels esclaus vinguts del riu Congo.
L'angolar, encara menys expressiu, és una altra llengua criolls, que també subsisteix a l'illa de São Tomé. La comunitat d'angolars va ser formada per esclaus fugitius del segle xvi. El crioll parlat per les primeres generacions d'angolars va sofrir probablement una relexificació a mesura que la comunitat rebia nous esclaus fugitius parlants de llengües d'origen bantu, com el kimbundu, l'edo i el kikongo.
El principense és un crioll parlat a l'illa de Príncipe. Presenta grans afinitats amb el forro, no sols per l'origen saotomenc dels primers esclaus la llengua dels quals va servir de model als esclaus posteriorment importats, però també per la coincidència del substrat lingüístic oriünd del bantu i kwa.
El Fá d'Ambô és la llengua criolla parlada a l'illa d'Annobón. Es va formar a partir de la llengua dels primers esclaus vinguts de São Tomé, i aquest crioll es va desenvolupar aïlladament, amb poques influències del món exterior, ja que els pocs blancs romanien a l'illa curts períodes. És un crioll portuguès particular, posseeix una rara combinació de dialectes angolenys bantu i portuguès antic, i és semblant al crioll de São Tomé. L'illa va ser cedida als espanyols a finals del segle xviii i forma part des de 1968 de la República de Guinea Equatorial. A causa d'aquest fet, en el transcurs dels últims cent anys el crioll va importar algunes paraules del castellà.